# Edwin Gorter
Wilhelmus Edwin Gorter (Den Haag, 6 juli 1963) is een Nederlands voormalig voetballer. Hij is vader van Donny Gorter.
Gorter was als aanvallende middenvelder of schaduwspits actief in de jaren tachtig en negentig. Hij heeft bij een groot aantal clubs, in verschillende landen, gespeeld.
Hij werd enigszins berucht door een aantal zware overtredingen op de ledematen van de tegenstanders. In het seizoen 1994-1995 prikte Edwin Gorter de PSV debutant Björn van der Doelen met een vinger in het gezicht. Bij het televisieprogramma Barend & Van Dorp verklaarde hij vlak onder het oog geprikt te hebben. De actie, die de scheidsrechter ontging, werd later bestraft met een schorsing van zeven wedstrijden.
Gorter eindigde zijn carrière in een reserve-elftal bij de toenmalige vierdeklasser Rood-Wit Willebrord in St. Willebrord (NB).
Na zijn voetballoopbaan hield hij zich bezig met een bedrijf dat footgolf organiseert.

## Clubstatistieken
| seizoen | club                   | land             | competitie          | duels | goals |
| ------- | ---------------------- | ---------------- | ------------------- | ----- | ----- |
| 1980/81 | DS’79                  | Nederland        | Eerste Divisie      | 1     | 0     |
| 1981/82 | DS’79                  | Nederland        | Eerste Divisie      | 20    | 2     |
| 1982/83 | DS’79                  | Nederland        | Eerste Divisie      | 29    | 6     |
| 1983/84 | DS’79                  | Nederland        | Eredivisie          | 31    | 10    |
| 1984/85 | Roda JC                | Nederland        | Eredivisie          | 32    | 4     |
| 1985/86 | Roda JC                | Nederland        | Eredivisie          | 33    | 15    |
| 1986/87 | FC Lugano              | Zwitserland      | Challenge League    | 22    | 14    |
| 1987/88 | FC Lugano              | Zwitserland      | Challenge League    | 34    | 25    |
| 1988/89 | FC Lugano              | Zwitserland      | Axpo Super League   | 30    | 10    |
| 1989/90 | FC Lugano              | Zwitserland      | Axpo Super League   | 34    | 12    |
| 1990/91 | FC Lugano              | Zwitserland      | Axpo Super League   | 31    | 11    |
| 1991/92 | SM Caen                | Frankrijk        | Division 1          | 36    | 4     |
| 1992/93 | SM Caen                | Frankrijk        | Division 1          | 15    | 1     |
| 1993/94 | SM Caen                | Frankrijk        | Division 1          | 14    | 1     |
| 1993/94 | SK Lommel              | België           | Eerste klasse       | 14    | 0     |
| 1994/95 | FC Utrecht             | Nederland        | Eredivisie          | 26    | 11    |
| 1995/96 | Vitesse                | Nederland        | Eredivisie          | 18    | 5     |
| 1996/97 | NAC                    | Nederland        | Eredivisie          | 12    | 0     |
| 1997/98 | NAC                    | Nederland        | Eredivisie          | 6     | 0     |
| 1998    | New England Revolution | Verenigde Staten | Major League Soccer | 27    | 7     |
| 1999    | Miami Fusion           | Verenigde Staten | Major League Soccer | 14    | 3     |
| 1999    | New England Revolution | Verenigde Staten | Major League Soccer | 4     | 1     |
| Totaal  | Totaal                 | Totaal           | Totaal              | 483   | 142   |

## Erelijst
- Beste buitenlander in Zwitserse competitie

1991